# حجت‌الله ایوبی
حجت‌الله ایّوبی (زادهٔ ۱۳۴۲ کلاردشت) سیاستمدار و سیاست‌پژوه ایرانی و دانشیار دانشکدهٔ مطالعات جهان دانشگاه تهران است که‌ از اردیبهشت ۱۴۰۴ مشاور عالی وزیر میراث فرهنگی، گردشگری و صنایع دستی و رئیس مرکز امور بین‌الملل این وزارتخانه است. وی پیش‌تر دبیرکل کمیسیون ملی یونسکو در ایران و رئیس سازمان سینمایی کشور بوده‌است. ایوبی در جریان انتخابات ریاست‌جمهوری سال ۱۴۰۳ به‌عنوان رئیس ستاد انتخاباتی مصطفی پورمحمدی منصوب شد.

## زندگی
حجت‌الله ایّوبی به سالِ ۱۳۴۲ در کلاردشت در استان مازندران به دنیا آمد. کارشناسی ارشد پیوسته در رشتهٔ معارف اسلامی و علوم سیاسی از دانشگاه امام صادق، دکترای علوم سیاسی را در سال ۱۳۷۶ از انستیتوی علوم سیاسی فرانسه در رشتهٔ علوم سیاسی با گرایش جامعه‌شناسی سیاسی گرفت. همچنین فوق لیسانسِ علوم سیاسی دانشگاهِ لیون دو فرانسه از دیگر مدارک تحصیلی اوست.
او متأهل و دارای ۳ فرزند است.

## سمت‌های اجرایی و سیاسی و فرهنگی
ایوبی در سال ۱۳۷۷، به ریاست دانشکدهٔ علوم سیاسی دانشگاه امام صادق منصوب شد. ایوبی، از سال ۱۳۸۰ تا ۱۳۸۵ رایزن فرهنگی جمهوری اسلامی ایران در فرانسه بود. معاون اجتماعی، فرهنگی وزارت کشور(۱۳۸۵)؛ ریاست مؤسسهٔ فرهنگی اکو (۱۳۸۹) و قائم مقام بنیاد سعدی (۱۳۹۲)، از سمت‌های دیگر او می‌باشد. از سال ۱۳۹۲ تا ۱۳۹۵، سمت معاون وزیر فرهنگ و رئیس سازمان سینمایی را بر عهده داشت. حجت‌الله ایوبی، از اردیبهشت سال ۱۳۹۷ تا مرداد سال ۱۴۰۱ دبیرکل کمیسیون ملّی یونسکو در ایران بوده‌است. او هم‌اکنون ریاست مؤسسه آمریکای شمالی و اروپای دانشگاه تهران را بر عهده دارد.

### برخی از نشان‌ها و تقدیرها
حجت‌الله ایوبی، نشان عالی فرهنگ را از دولت تاجیکستان (۱۳۹۱)، و نشان رودکی را از وزارت فرهنگ این کشور (۱۳۹۱) دریافت کرده‌است. او همچنین به‌دلیل اجرای برنامه‌های هنری در تاجیکستان، موفق شد که مدرک دکترای افتخاری را از دانشگاه هنر دوشنبه دریافت کند. دکتر ایوبی، در سال ۱۳۹۱ به خاطر ترجمهٔ کتاب «دولت و هنر (با مقدمهٔ ژان کلود کریر)،» موفق شد که نشان لرمانتف را از بنیاد ادبی لرمانتف در مسکو بگیرد. او به عنوان مدیرعامل بنیاد شمس تبریزی و مولانا، با برگزاری مسابقهٔ معماری مقبرهٔ شمس تبریزی در سال ۱۳۹۰، ساخت و ساز مقبره در خوی را در برنامه‌های بنیاد شمس و مولانا قرار داد.
همچنین در سال ۱۳۸۹، به‌دلیل راه‌اندازی مسیر گردشگری غرب کشور، به دریافت نشانِ شهروند افتخاری شهرکرمانشاه نایل آمد. در سال ۱۳۸۵، با اجرای جشنوارهٔ شمس تبریزی و تلاش برای احیای مقبرهٔ فراموش شدهٔ او، شهروندِ افتخاری شهرخوی شد. شهروندی افتخاری بندرکیاشهر و شهر بندرخمیر از دیگر عناوین افتخاری حجت الله ایوبی است.

### دیگر فعالیت‌ها
حجت‌الله ایوبی، استاد مدعو دانشگاه تولوز فرانسه در سال‌های ۱۳۷۹ و ۱۳۸۰ و عضو هیئت تحریریهٔ مجلهٔ علمی «کلمه و سیاست» انستیوی علوم سیاسی لیون (۱۳۸۲) و همچنین استاد وابستهٔ دانشگاه لیون در سال ۱۳۸۶ نیز بوده‌است.

کتاب‌شناسی
- یک دولت و چند فرهنگ، (با جمعی از نویسندگان، نشر کمیسیون ملی یونسکو، ۱۴۰۲
- به طعم فرهنگ: جامعه شناسی سیاسی پی یر بوردیو، نشر ثالث، ۱۴۰۱
- ۱۹۷۲ روز در شماره شش ژان بارت، انتشارات ثالث، ۱۳۹۲
- تماشای خورشید، گزیده‌هایی از مقالات شمس تبریزی، انتشارات ثالث، ۱۳۹۲
- سیاست و حکومت در فرانسه، انتشارات سمت، ۱۳۹۱
- احزاب سیاسی در فرانسه، انتشارات سمت، ۱۳۸۹
- سیاست‌گذاری فرهنگی در فرانسه: دولت و هنر، انتشارات سمت، ۱۳۸۸
- پیدایی و پایایی احزاب سیاسی در غرب؛ تهران: سروش؛ ۱۳۸۲، چاپ دوم
- اکثریت، چگونه حکومت می‌کند؟ تهران: سروش؛ ۱۳۸۲، چاپ دوم
- مشارکت سیاسی؛ ایوبی و دیگران، تهران: سفیر؛ ۱۳۸۱